# Nicolas Louis Guériot de Saint-Martin
Nicolas Louis Guériot de Saint-Martin, né le 15 novembre 1762 à Châlons-en-Champagne (Marne), mort le 8 juin 1802 à Saint-Domingue, est un général de brigade de la Révolution française.

## États de service
Il est nommé capitaine le 1er mai 1792, et le 15 avril 1793, il est désigne adjudant général à l’armée des Ardennes, par le général Dampierre. Le 15 juin 1793, il n’est pas compris dans la réorganisation des états-majors, et le 30 juillet suivant, il est démis de ses fonctions.
Le 26 janvier 1795, il est remis en activité comme chef de bataillon, et il est nommé chef de brigade le 16 septembre 1795, au 7e régiment d’artillerie à cheval.
Il est promu général de brigade le 5 février 1799, et en octobre, il commande l’artillerie de l’armée de Batavie. Le 7 janvier 1800, il est affecté à l’armée d’Italie, mais à la suite d'un congé de convalescence, il est envoyé en mission à Genève le 1er mars, pour commander l’artillerie et y organiser une salle d’artifice et des magasins pour servir de dépôt. Le 9 mai 1800, il rejoint l’armée de l’Ouest.
Il est réformé le 27 avril 1801, et le 23 juillet suivant il est remis en activité à la tête d’une brigade d’artillerie. En décembre 1801, il est désigné pour faire partie de l’Expédition de Saint-Domingue, comme chef de brigade d’artillerie. Le 2 mai 1802, il commande l’artillerie de Port-au-Prince.
Il meurt le 8 juin 1802 de la fièvre jaune à Saint-Domingue.

## Sources
- (en) « Generals Who Served in the French Army during the Period 1789 - 1814: Eberle to Exelmans »
- Thierry Pouliquen, « Les généraux français et étrangers ayant servis [sic] dans la Grande Armée » (consulté le 25 décembre 2013)
- (pl) « Napoléon.org.pl »
- Arthur Chuquet, Ordres et apostilles de Napoléon 1799-1815, Librairie ancienne, 1911